# Narthecusa melanthiata
Narthecusa melanthiata är en fjärilsart som beskrevs av Paul Mabille 1891. Narthecusa melanthiata ingår i släktet Narthecusa och familjen mätare. Inga underarter finns listade i Catalogue of Life.